# Putin und Trump
Bitte, bitte, lieber Gott. Gib, dass Putin und Trump heute nicht sterben werden. Keiner von beiden. Beide leben noch. Gib, dass das immer so bleiben wird. Amen.